# Gare de La Roche-sur-Foron
Gare de La Roche-sur-Foron – stacja kolejowa w La Roche-sur-Foron, w departamencie Górna Sabaudia, w regionie Owernia-Rodan-Alpy, we Francji. 
Jest stacją Société nationale des chemins de fer français (SNCF), obsługiwaną przez pociągi TGV, Intercités i TER Rhône-Alpes. 

## Położenie
Znajduje się na wysokości 580 m n.p.m., na km 77,740 linii Aix-les-Bains – Annemasse, pomiędzy stacjami Groisy - Thorens - La Caille i Reignier. Jest też stacją początkową linii do Saint-Gervais-les-Bains.